# わたり
わたり
- 公務員の給与制度。本項で詳述。
- 退職した幹部公務員が天下りを繰り返すこと。天下り先を変更するたびに高額な退職金が支給される点などが批判されている。「渡り鳥」「渡り」とも。

わたりとは、公務員の給与決定に際し、等級別基準職務表に適合しない級へ格付を行うこと、また実質的にはそれと同一の結果となる等級別基準職務表又は給料表を定めること
により、給与を支給することをいう。例えば、主任である職員に、係長並の給与が支給されるといった具合である。昇任せずとも長年勤続すれば上位の級に昇給できる仕組みである。特に東京都・特別区ではこの仕組みを「級格付制度」と称している。
また実際に条例で給与表の職務分類基準で、級に当てはまる職務に例えば「課長補佐の職務」と併せて「困難な業務を行う係長の職務」と規定されている場合でも広義のわたりに含めることがある。特に現在は、地方公務員の給料決定の制度やその運用が国家公務員に比べ有利になっている場合に幅広く用いられることが多く、広義のわたりの概念が何を指すかは明確でない部分もある。

## 概要
人件費の増大による税金の無駄遣いの象徴としてしばしばメディアでも取り上げられるほか、実際の職務と俸給表の級を対応させるという公務員の給与の原則（職務給原則）に反する行為であるという批判もある。
総務省が2009年4月1日時点で地方公共団体の「わたり」の状況を調査したところ、219の団体で制度があることが報告されている。その後、徐々に減少しているが、2016年4月1日現在でも16市町村が何らかの形で制度を残していることが報告されている。
わたりの発生原因としては、各部署ごとに職（部長、課長、課長補佐、係長、主査、主事などの肩書き）の定員が固定化されていることと年功序列が挙げられる。現実的にはその規定の職の職員を配置することは困難であり、定期昇給等で本来は職を昇格しなければならない職員が必ず発生するがそのポストはすでに埋まっている。そこで、発生するのがわたりである。公務員は職により給与表から給与額が算定されて支給されるが、職名を変えず、給与表外の給与（いわゆる枠外）を支給し、職員間の不満を抑えるのが目的である。管理職・監督職の場合は、従前の職務名に上位の級のスタッフ職の職名を冠し「副参事兼課長補佐」「主幹兼係長」「参事（○○課長事務取扱）」などとして形式上は昇任したこととするケースも多い。
しかし、わたりは国家公務員法、地方公務員法の給与規定に違反する可能性が非常に高く、民間から見ると非常に不透明な給与支給である。そのため、以前から問題視されていた。労働組合もわたりの廃止を要求していた。

## 近年の動向
近年、世間の公務員批判を受け、わたり廃止に向けて制度改革も進んでいる。国や地方公共団体は職務給原則の徹底と成果主義に基づく給与体系に移行しようとするが、組合側は現実にあわせた部署ごとの職定員の柔軟な増減を求めている。